# Landek
Landek est une localité polonaise de la gmina de Jasienica, située dans le powiat de Bielsko-Biała en voïvodie de Silésie.